# Lynn Burke
Lynn Edythe McConville-Burke (New York, 22 maart 1943) is een Amerikaans voormalig zwemster, gespecialiseerd in de rugslag. Ze werd in 1960 twee keer olympisch kampioen, op de 100 meter rugslag en op de 4x100 meter wisselslag.

## Biografie
Na een tussenpoos van 28 jaar haalde Lynn Burke in 1960 de olympische titel op de 100 meter rugslag terug naar de Verenigde Staten. Ze won met het Amerikaanse team ook een tweede olympische titel, op de 4x100 meter wisselslag (met Patty Kempner, Carolyn Schuler en Chris von Saltza). Ze won uiteindelijk vier individuele AAU-titels en twee met het Amerikaanse team.
Naast het winnen van twee olympische titels verbeterde ze in 1960 in een tijdspanne van drie maanden ook vier keer het wereldrecord op de 100 meter rugslag. Ze beëindigde in maart 1961 haar sportieve carrière, waarna ze model, schrijfster en zakenvrouw werd. Ze was getrouwd en kreeg drie kinderen.
Burke werd in 1978 opgenomen in de International Swimming Hall of Fame.

## Erelijst
- Olympisch kampioen: 1960 (100 m rugslag en 4x100 m wisselslag)

1924: Sybil Bauer ·
1928: Marie Braun ·
1932: Eleanor Holm ·
1936: Nida Senff ·
1948: Karen Harup ·
1952: Joan Harrison ·
1956: Judy Grinham ·
1960: Lynn Burke ·
1964: Cathy Ferguson ·
1968: Kaye Hall ·
1972: Melissa Belote ·
1976: Ulrike Richter ·
1980: Rica Reinisch ·
1984: Theresa Andrews ·
1988: Kristin Otto ·
1992: Krisztina Egerszegi ·
1996: Beth Botsford ·
2000: Diana Mocanu ·
2004: Natalie Coughlin ·
2008: Natalie Coughlin ·
2012: Missy Franklin ·
2016: Katinka Hosszú ·
2020: Kaylee McKeown ·
2024: Kaylee McKeown
1960: Burke, Kempner, Schuler, von Saltza ·
1964: Ferguson, Goyette, Stouder, Ellis ·
1968: Hall, Ball, Daniel, Pedersen ·
1972: Belote, Carr, Deardurff, Neilson ·
1976: Richter, Anke, Pollack, Ender ·
1980: Reinisch, Geweniger, Pollack, Metschuck ·
1984: Andrews, Caulkins, Meagher, Hogshead ·
1988: Otto, Hörner, Weigang, Meißner ·
1992: Loveless, Nall, Ahmann-Leighton, Thompson ·
1996: Botsford, Beard, Martino, Van Dyken ·
2000: Bedford, Quann, Thompson, Torres ·
2004: Rooney, Jones, Thomas, Henry ·
2008: Seebohm, Jones, Schipper, Trickett ·
2012: Franklin, Soni, Vollmer, Schmitt ·
2016: Baker, King, Vollmer, Manuel ·
2020: K. McKeown, Hodges, E. McKeon, Campbell ·
2024: Smith, King, Walsh, Huske